# Glenurus incalis
Glenurus incalis är en insektsart som beskrevs av Banks 1922. Glenurus incalis ingår i släktet Glenurus och familjen myrlejonsländor. Inga underarter finns listade i Catalogue of Life.